# Industrie minière de Côte d'Ivoire

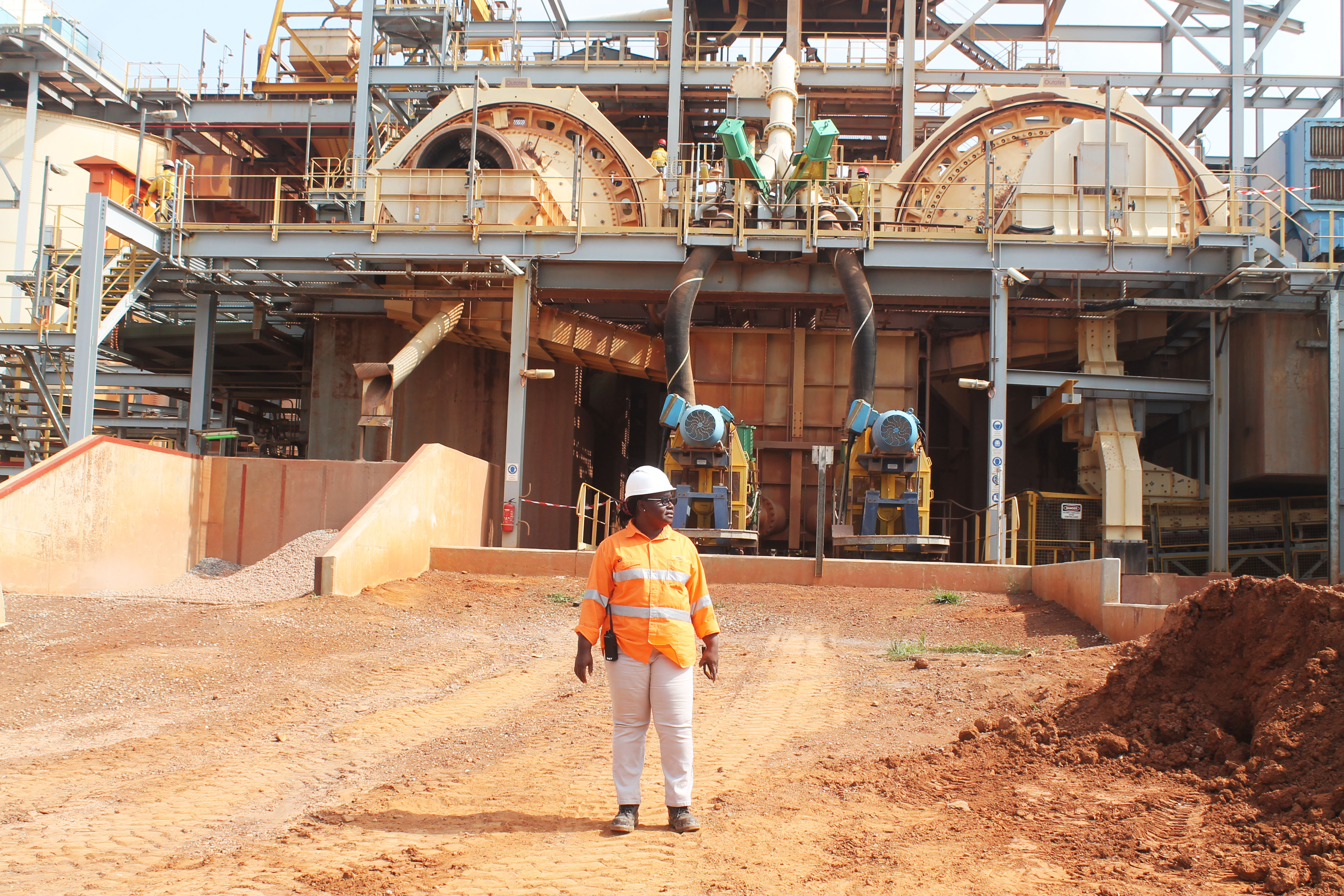

Le secteur minier de la Côte d'Ivoire contribue à 13 % des exportations du pays chaque année et représente 5 % du PIB. L’industrie s’est historiquement concentrée sur l’extraction de l’or. Bien que le sous-sol de la Côte d’Ivoire contienne de nombreux autres minéraux, aucun n’a été découvert en quantités exploitables commercialement.

## Histoire
À l'époque précoloniale, l'or était extrait de petits puits creusés dans le sol ou dans les lits des rivières et des ruisseaux et était commercialisé sur la côte ou à travers le désert du Sahara. Les efforts déployés sous l’administration coloniale pour exploiter les gisements d’or de Kokoumbo, dans le centre du pays, et dans les petites mines du sud-est, se sont avérés peu rentables. En 1984, la SODEMI, une société d'État, et une société minière française ont créé la Société Minière d'Ity (SMI) pour exploiter un gisement découvert trente ans plus tôt à Ity, près de Danané. L’investissement total au cours de cette période a été estimé à 1,2 milliard de Francs CFA. Le minerai d'or était de qualité moyenne, avec un rapport or/minerai de l'ordre de 8,5 g par tonne. L'extraction devait commencer en 1987, avec une production prévue de 700 kg d'or au cours des deux premières années d'exploitation. Ity a estimé un investissement supplémentaire de 2,3 milliards de FCFA pour augmenter la production à 700 kilogrammes d'or métal par an. La SODEMI a également localisé des gisements d'or dans la région d'Issia et dans le lit de la rivière Lobo, avec des rendements annuels prévus de 100 kilogrammes et 25 kilogrammes, respectivement,.
Au milieu des années 1970, des gisements de minerai de fer à faible teneur (moins de 50%), estimés à 585 millions de tonnes, ont été analysés à Bangolo, près de la frontière libérienne. Un consortium représentant les intérêts japonais, français, britanniques, américains, néerlandais et ivoiriens a été formé pour exploiter les gisements ; cependant, la baisse des prix mondiaux du minerai de fer a forcé les participants à reporter le projet indéfiniment.
Après la Seconde Guerre mondiale, l’exploitation des diamants semblait prometteuse, mais au milieu des années 1980, les attentes s’étaient estompées. La mine de diamants de Tortiya, en exploitation depuis 1948, a atteint son apogée en 1972 avec 260 000 carats (52 kg) ont été extraits. Cependant, en 1980, la mine a été fermée. La mine de Bobi près de Séguéla a produit 270 000 carats (54 kg) par an jusqu'à la fin des années 1970 ; elle a été fermée en 1979. Les réserves restantes de Tortiya ont été estimées à 450 000 carats (90 kg) ; pour Bobi, 150 000 carats (30 kg).
Entre 1960 et 1966, les mines de manganèse de la région de Grand-Lahou, sur la côte, ont produit 180 000 tonnes de minerai par an. En 1970, après la chute des prix du marché mondial et la hausse des coûts de production, les mines ont été fermées. Il y avait d’autres gisements de manganèse inexploités près d’ Odienné. La Côte d'Ivoire possède également de petits gisements de colombo-tantalite, d'ilménite, de cobalt, de cuivre, de nickel et de bauxite.

## Diversification des activités minières
Dans le cadre du plan d’action stratégique du gouvernement ivoirien visant à diversifier la production économique du pays, les activités minières ont connu une augmentation constante au cours de la dernière décennie. En septembre 2021, un important gisement de pétrole a été découvert en Côte d’Ivoire. Deux autres découvertes ont suivi en juillet 2022 et février 2024. Ces découvertes poussent le pays à explorer son potentiel en tant que producteur de pétrole et de gaz. Le nombre de permis et de projets miniers a triplé depuis 2012, passant de neuf à 28. Les permis de recherche sont également passés de 120 à près de 200 au cours de la même période. Les recettes fiscales issues de l’activité minière ont été multipliées par 20 depuis 2012, pour atteindre 372 milliards de francs CFA (620 millions de dollars américains) en 2023.
La production d'or de la Côte d'Ivoire a atteint un niveau record en 2023 avec 51 tonnes métriques, en hausse de 6 % par rapport aux 48 tonnes de 2022. On s’attend à ce qu’elle atteigne 56 tonnes métriques en 2024. L’expansion des exportations d’or a été stimulée par la découverte de nouveaux gisements d’or et l’ouverture de nouvelles mines. En mai 2024, le plus grand gisement d'or du pays a été découvert à l'ouest, avec le potentiel d'être le troisième plus grand gisement d'or d'Afrique de l'Ouest. Le gouvernement vise à faire de l’exploitation minière le deuxième moteur de croissance de l’économie ivoirienne, après l’agriculture, avec un objectif de 8 % du PIB d'ici à 2030.